# Eugene Gearty
Eugene Gearty é um sonoplasta estadunidense. Venceu o Oscar de melhor edição de som na edição de 2012 por Hugo, ao lado de Philip Stockton.